# Цитата
Цита́та  (пізньолат. citatio, від лат. cito — «зрушую», «викликаю») — невеликий уривок з літературного, наукового чи будь-якого іншого опублікованого твору. Використовується іншою особою у своїй праці з обов'язковим посиланням на автора і джерело цитування з метою підтвердити чи розширити власне твердження (або для спостереження всіх погляди іншого автора в автентичному формулюванні».